# Harstad
Harstad (Hárstták en Saami) est une kommune norvégienne dans le comté de Troms. Avec ses 24 291 habitants, elle est la troisième municipalité de la Norvège du Nord. Elle s'étend sur les parties nord-est de l'île de Hinnøya et sud-ouest de Grytøya, et comprend également diverses îles plus petites, telles que Gressholman, Kjeøya (no) et Kjøtta.
La montagne la plus élevée de la commune est Sætertind (1 094 m).

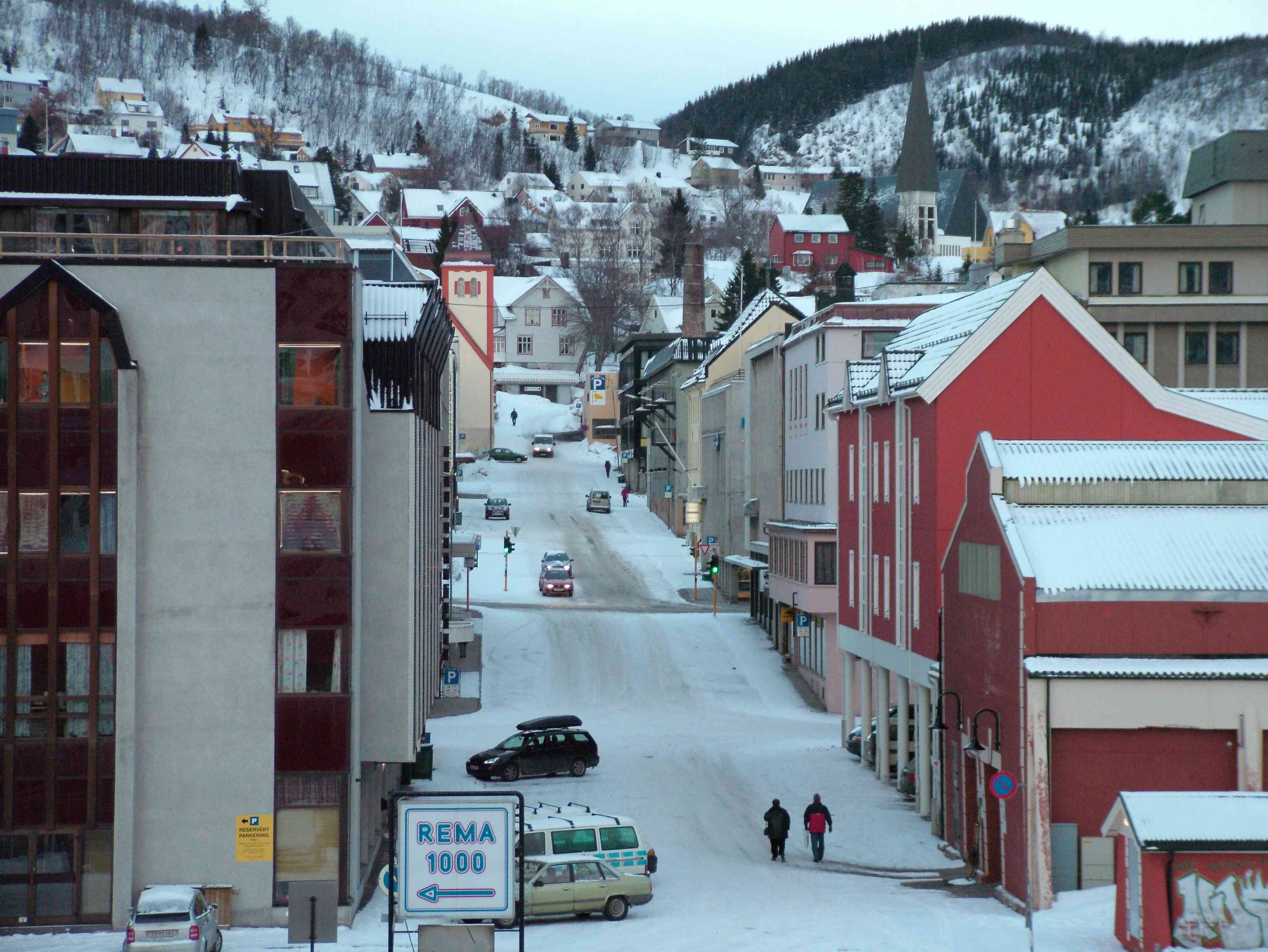
Une partie du centre-ville (Hvedings gate).

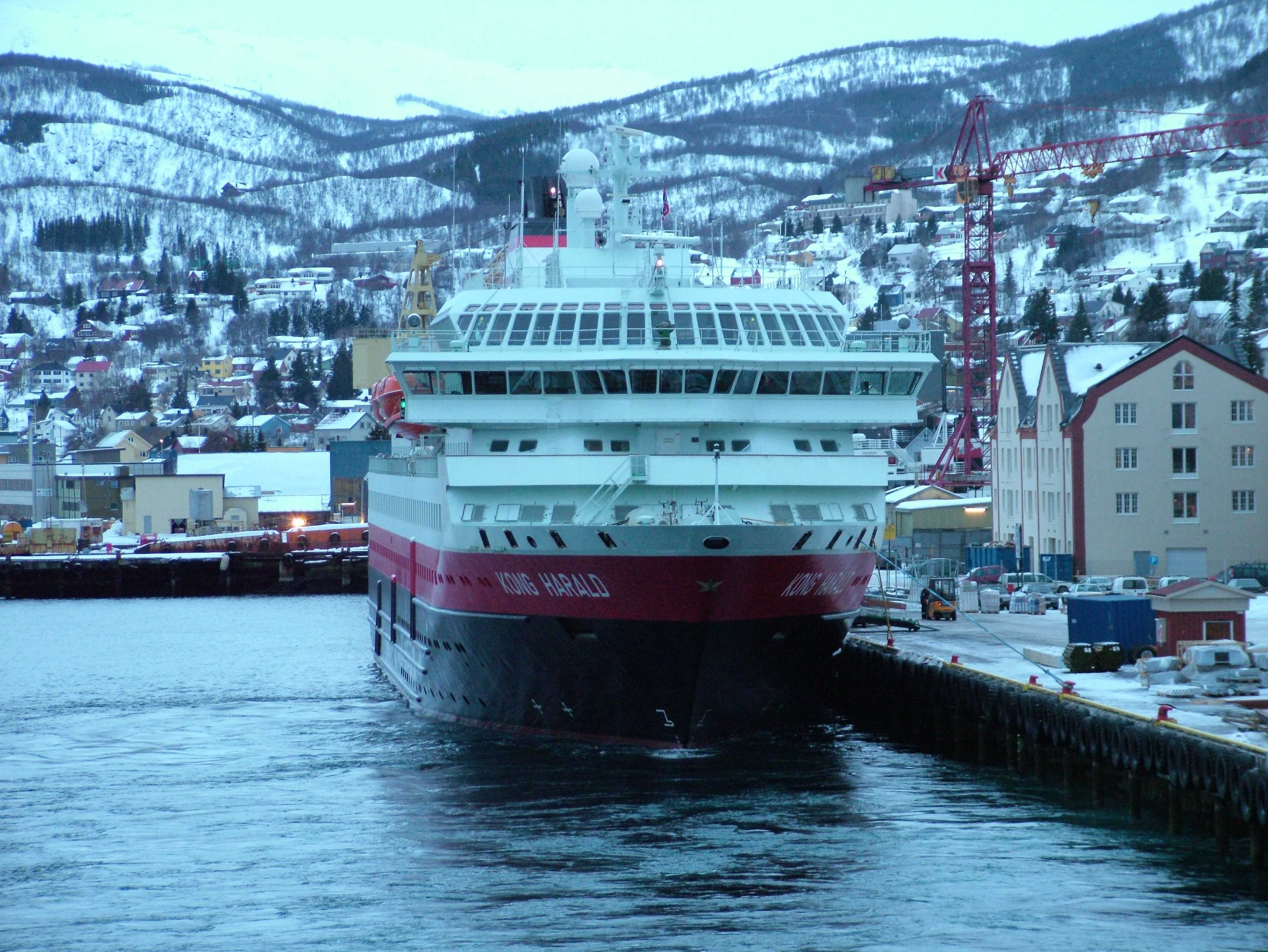
Hurtigruten MS Kong Harald à Harstad.

Cette ville est jumelée avec :
- Elseneur (Danemark) ;
- Kirovsk (Russie) ;
- Umeå (Suède) ;
- Vaasa (Finlande).

## Géographie

### Localités
- Årbogen
- Åsegarden
- Aun
- Bessebostad
- Bjørnå
- Breivika
- Dale
- Ervika
- Fauskevåg
- Gausvik
- Grøtavær
- Kasfjord
- Kilbotn
- Kjøtta
- Lundenes
- Nordvika
- Sandtorg
- Sørvika
- Storvatnet
- Vika

### Climat
Le climat de Harstad est celui de la Méditerranéen subpolaire (Csc selon la classification de Köppen).
La ville jouit du soleil de minuit du 22 mai au 18 juillet, tandis que la nuit polaire dure du 30 novembre au 12 janvier.
| Mois                                  | jan.       | fév.     | mars       | avril     | mai       | juin      | jui.      | août      | sep.      | oct.      | nov.      | déc.       | année     |
| ------------------------------------- | ---------- | -------- | ---------- | --------- | --------- | --------- | --------- | --------- | --------- | --------- | --------- | ---------- | --------- |
| Température minimale moyenne (°C)     | −3,9       | −4,2     | −3,4       | 0         | 4         | 7,3       | 10,5      | 9,8       | 6,7       | 2,9       | −0,1      | −2,1       | 2,3       |
| Température moyenne (°C)              | −2,1       | −2,2     | −0,7       | 2,9       | 7,1       | 10,3      | 13,8      | 12,9      | 9,5       | 4,9       | 1,6       | −0,3       | 4,8       |
| Température maximale moyenne (°C)     | −0,3       | −0,2     | 1,8        | 5,9       | 10,3      | 13,3      | 17,2      | 16        | 12,2      | 6,9       | 3,3       | 1,4        | 7,3       |
| Record de froid (°C) date du record   | −15,4 2016 | −16 2010 | −12,8 2006 | −9,4 2013 | −3,7 2019 | 0 2013    | 4,6 2012  | 1,7 2007  | −1,6 2014 | −6,7 2006 | −9,8 2010 | −12,7 2009 | −16 2010  |
| Record de chaleur (°C) date du record | 8,8 2020   | 8,6 2017 | 10,9 2007  | 16,9 2006 | 23,9 2013 | 26,8 2013 | 31,7 2014 | 31,5 2018 | 21,9 2018 | 17,5 2014 | 13 2011   | 9,8 2016   | 31,5 2014 |
| Précipitations (mm)                   | 79,8       | 73,6     | 104,4      | 53,2      | 37,9      | 60,5      | 56,1      | 75,5      | 77,4      | 77,3      | 76,9      | 80,9       | 853,3     |
| Nombre de jours avec précipitations   | 11,6       | 11,1     | 14,9       | 10,9      | 7,7       | 9,3       | 8,2       | 9,8       | 12,6      | 12,9      | 11,8      | 12,1       | 132,9     |

## Personnalités
- Størker Størkersen (1883-1940), explorateur, y est né.